# Kar met roodbonte os
Kar met roodbonte os is een schilderij van de Nederlandse kunstschilder Vincent van Gogh, in olieverf op doek, 57 bij 82,5 centimeter groot. Het werd geschilderd in juli 1884 te Nuenen en toont een roodbonte os met een kar. Het werk bevindt zich in het Kröller-Müller Museum te Otterlo.
Een vergelijkbaar schilderij dat in het zelfde jaar werd gemaakt, genaamd Kar met zwarte os, is in het bezit van het Portland Art Museum te Portland.